# ندای خدا (فیلم ۲۰۲۲)
 ندای خدا  (به انگلیسی: Call of God) فیلمی به کارگردانی کیم کی-دوک محصول سال ۲۰۲۲ است. این فیلم برای اولین بار در بخش غیررقابتی هفتاد و نهمین جشنواره فیلم ونیز به نمایش گذاشته شد.